# Tabù
In una società umana un tabù (anche tabu nel solo senso proprio del termine, in ambito scientifico; dal polinesiano tapu, in hawaiano kapu) è una forte proibizione (o interdizione), relativa ad una certa area di comportamenti e consuetudini, dichiarata "sacra e proibita". Infrangere un tabù è solitamente considerata cosa ripugnante e degna di biasimo da parte della comunità.
Mircea Eliade scrive: "Il cosiddetto tabù - parola polinesiana adottata dagli etnografi - è precisamente la condizione delle persone, degli oggetti e delle azioni isolate e vietate per il pericolo rappresentato dal loro contatto. In generale, sono o diventano tabù tutti gli oggetti, azioni o persone che recano, in virtù del modo di essere loro proprio, o acquistano, per rottura di livello ontologico, una forza di natura più o meno incerta".

## Etimologia
Il termine è derivato dalla lingua di Tonga ed è presente in numerose culture polinesiane. In queste culture un tabù (o tapu, kapu) ha anche significati religiosi. Il termine tabù (tapu) appartiene allo stesso ambiente culturale che ci ha fornito il termine mana.

## Tipologie
James Frazer nella sua vastissima opera Il ramo d'oro ha studiato i diversi tipi di tabù in varie civiltà ed epoche: tabù di azioni (sui rapporti coi forestieri, sul mangiare e sul bere, sul mostrare la faccia, sull'uscire di casa, sul lasciare avanzi di cibo); tabù di persone (di capi e di re, di persone in lutto, di donne durante la mestruazione e il parto, di guerrieri, di omicidi, di cacciatori e pescatori); tabù di oggetti (del ferro, di armi taglienti e aguzze, del sangue, della testa, dei capelli e delle unghie tagliate, degli sputi, dei cibi, di nodi e anelli); tabù di parole (di nomi di persona, di parenti, dei nomi di morti, di nomi di re e di personaggi sacri, di nomi di dei).
Quando una certa azione o abitudine è classificata come tabù, essa viene proibita, vengono istituite proibizioni e interdizioni riguardanti la sfera di attività che la riguardano. Alcune di esse sono sanzionate dalla legge con pene severe, altre provocano imbarazzo, vergogna e sono oggetto di insulti. Di seguito sono elencati alcuni esempi di tabù.
Restrizioni alimentari
- Cannibalismo
- Diete ḥalāl e kosher

Attività sessuali e di relazione
- Incesto
- Donne (nel modo di vestirsi ad esempio mostrare in maniera inappropriata il seno o fare vedere le natiche)
- Omosessualità (sebbene in progressivo superamento: in molti paesi occidentali, l'omosessualità non è più di fatto un tabu, in altri paesi è ancora considerato "sconveniente", in altri ancora è condannato fortemente)
- Bisessualità (stesso discorso dell'omosessualità sulla bisessualità)
- Zooerastia
- Pedofilia
- Gerontofilia
- Necrofilia

Attività corporee
- Eruttazione
- Defecazione
- Flatulenza
- Minzione
- Sputo

Stato degli organi genitali, dell'aspetto e del comportamento:
- Transessualità (sebbene in progressivo superamento in molti paesi occidentali)
- Modificazione corporea
- Castrazione

Esposizione di parti del corpo
- Nudità (in generale)
- Volto delle donne (in Arabia Saudita e Afghanistan)
- Volto degli uomini (Tuareg)

Restrizioni nell'uso del linguaggio:
- Bestemmia
- Insulto
- Sacrilegio

## Tabù e culture
Non esistono tabù universali, cioè presenti in tutte le società, ma alcuni si ritrovano nella maggior parte di esse. Benché l'incesto sia ritenuto da alcuni un tabù universale, è considerato virtù nella religione zoroastriana (almeno tra cugini) ed è attestato come prassi comune nell'Antico Egitto e nella dinastia Sasanide. I tabù possono avere varie funzioni e spesso accade che essi rimangano in effetto anche quando i motivi originali che li avevano ispirati non sussistono più. Per questo motivo alcuni sostengono che i tabù aiutano a scoprire la storia di una società quando non ci sono altri documenti a testimoniarla.
I tabù a volte sono talmente forti da coprire anche le stesse discussioni che li riguardano, col risultato che, a volte, in queste discussioni, invece di nominarli esplicitamente, si ricorre a termini edulcorati (eufemismi) oppure alla semplice sostituzione del termine con altro più o meno equivalente. Marvin Harris, esponente di spicco del materialismo culturale, si è sforzato di spiegare la genesi dei tabù come diretta conseguenza delle condizioni ambientali ed economiche delle società nel cui ambito essi si sviluppano.
Anche Sigmund Freud ha dato un contributo all'analisi dell'influenza dei tabù sul comportamento umano, mettendo l'accento sulla forte componente motivazionale inconscia che porta a considerare necessaria una certa proibizione. In questa sua visione, descritta nella collezione di saggi Totem e tabù, Freud ipotizza un nesso fra i comportamenti "proibiti" e la "santificazione" di oggetti e simboli appartenenti a determinati gruppi di soggetti fra di loro affini.